# Адријан Рус
Андријан Рус (рум. Adrian Rus Сату Маре, 18. март 1996) је румунски професионални фудбалер који игра на позицији дефанзивца у кипарском лигашу Пафос и репрезентацију Румуније.

## Играчка каријера

### Клубови
Рус је почео своју сениорску каријеру 2014. године у свом родном месту за локални клуб Олимпији из Сату Маре, пре него што је следеће године прешао у Мађарску и играо за Фехервар, Балмазујварош и Пушкаш Академију.
Пушкаш академија га је позајмила за сезону 2018/19 румунској екипи Сепси ОСК-у. Дана 25. јуна 2019. године Рус је наставио своју каријеру опет у Мађарској првој лиги потписивањем за мађарског прволигаша Фехервар.
Рус је 1. августа 2022. потписао четворогодишњи уговор са италијанским тимом Пизом. Дана 14. августа 2023, Рус је позајмљен Пафосу на Кипру, уз опцију трајног преласка.

### Репрезентација
Рус је изабран у тим Румуније до 21 године за УЕФА Европско првенство 2019. године, забележивши један наступ пошто је његов тим елиминисан од браниоца титуле Немачке у полуфиналу.
Након завршетка турнира до 21 године, Рус је примио свој први позив у сениорски тим Румуније, и 8. септембра 2019. и своју прву утакмицу је одиграо против Малте, где је Румунија победила са резултатом од 1:0 рачунајући за квалификације за Европско првенство 2020.
Ажурирано до утакмице одигране 4. јуна 2024
| Репрезентација | Година | Ута. | Голови |
| -------------- | ------ | ---- | ------ |
| Румунија       |        |      |        |
| 2019           | 5      | 0    |        |
| 2020           | 0      | 0    |        |
| 2021           | 5      | 0    |        |
| 2022           | 7      | 1    |        |
| 2023           | 2      | 0    |        |
| 2024           | 1      | 0    |        |
| Укупно         | Укупно | 20   | 1      |

Скор и резултати наводе први зброј голова Словеније, колона са скором показује резултат након сваког Млакаревог гола.
| Бр. | Датум              | Стадион                            | Противник | Скор  | Резултат | Такмичење   |
| --- | ------------------ | ---------------------------------- | --------- | ----- | -------- | ----------- |
| 1   | 20. новембар 2022. | Зимбру стадион, Кишињев, Молдавија | Молдавија | 5 : 0 | 5 : 0    | Пријатељска |

## Успеси

### Играчки
Балмазујварош
- НБ II друго место: 2016–17.

 Фехервар
- Прва лига Мађарске у фудбалу
  - друго место: 2019/20.[11]
  - треће место: 2020/21.
- Куп Мађарске у фудбалу
  - финалиста: 2021.

Пафос
- Куп Кипра у фудбалу: победник 2023–24.[12]